# Cellatica (Weinbaugebiet)
Cellatica ist ein Weinbaugebiet für trockenen Rotwein in der italienischen Region Lombardei. Das Gebiet hat seit dem 19. April 1968 den Status einer Denominazione di origine controllata (kurz DOC) und umfasst die Gemeinden Brescia, die namensgebende Cellatica, Collebeato, Gussago und Rodengo-Saiano auf Hang- und Hügellagen des Alpenvorlandes in der Provinz Brescia. Die Zone umfasst ca. 45 Hektar Rebfläche, die von 37 Winzern bewirtschaftet werden. Rebflächen, die höher als 400 m ü. NN liegen, sind von den Bestimmungen ausgeschlossen. Cellatica liegt ganz in der Nähe des Weinbaugebiets Franciacorta.
Der Wein wird aus den Rebsorten Barbera (Anteil 30–50 %), Marzemino (30–50 %), Schiava Gentile (Media oder Grigia) (10–30 %) sowie Incrocio Terzi N°1 (10–30 %) verschnitten. Der Wein kann zwei bis drei Jahre gelagert werden.
- Farbe: leuchtendes rubinrot
- Duft: weinig
- Alkoholgehalt: 11,5–13 Volumenprozent (ab einem Gehalt von 12 Volumenprozent darf der Wein die Qualitätsbezeichnung Superiore tragen)
- Gesamtsäuregehalt: 5,5–7,5 Promille
- Trinktemperatur: 16–18 °C

## Herstellmenge
- Weinjahr (1990/91) 1095 Hektoliter
- Weinjahr (1991/92) 1164 Hektoliter
- Weinjahr (1992/93) 2135 Hektoliter
- Weinjahr (1993/94) 1242 Hektoliter
- Weinjahr (1994/95) 1135 Hektoliter
- Weinjahr (1995/96) 1020 Hektoliter
- Weinjahr (1996/97) 1155 Hektoliter